# Lonchoptera unicolor
Lonchoptera unicolor är en tvåvingeart som beskrevs av Dong, Pang och Yang 2008. Lonchoptera unicolor ingår i släktet Lonchoptera och familjen spjutvingeflugor. Inga underarter finns listade i Catalogue of Life.